# Oberurnen
Oberurnen é uma comuna da Suíça, no Cantão Glaris, com cerca de 1.825 habitantes. Estende-se por uma área de 12,82 km², de densidade populacional de 142 hab/km². Confina com as seguintes comunas: Innerthal (SZ), Mollis, Näfels, Niederurnen, Schübelbach (SZ).
A língua oficial nesta comuna é o Alemão.